# 1908 en sports équestres
Chronologie des sports équestres
- 1907 en sports équestres - 1908 en sports équestres - 1909 en sports équestres

Cet article présente les faits marquants de l'année 1908 en sports équestres.

## Événements

### Juin
- 18 juin 1908 au 21 juin 1908 : la médaille d'or du Polo aux Jeux de 1908 à Londres remportée par le club de Roehampton.